# Zvonko Fišer
Zvonko Fišer (* 1. ledna 1949 Postojna) je slovinský právník. V minulosti zastával funkci soudce Ústavního soudu Republiky Slovinsko, od května 2011 je generálním prokurátorem Republiky Slovinsko.

## Životopis
Narodil se v Postojně, základní školu absolvoval v Šempetru pri Gorici, v roce 1967 maturoval na gymnáziu v Nové Gorici. Následně studoval na Právnické fakultě Univerzity v Lublani, kde promoval v roce 1971. Ačkoliv se již v roce 1972 zapsal k magisterskému studiu, z pracovních důvodů získal titul magistra na stejné fakultě až v roce 1990. V roce 1996 získal doktorát.
Jelikož vysokoškolská studia absolvoval díky stipendiu veřejné prokuratury, nastoupil v červenci 1971 na občinskou veřejnou prokuraturu. Jakmile v roce 1973 složil advokátské zkoušky, byl okamžitě jmenován asistentem okresního veřejného prokurátora v Nove Gorici. Od účinnosti nové právní úpravy organizace soudů a prokuratury v roce 1979 až do roku 1994 působil jako veřejný prokurátor základní veřejné prokuratury v Nove Gorici. Koncem roku 1994 byl jmenován Vládou Republiky Slovinsko do funkce okresního prokurátora v Nové Gorici. Tamější prokuraturu vedl až do roku 1996, od roku 1995 však také zastával funkci prokurátora Nejvyšší prokuratury Republiky Slovinsko.
V dubnu 1998 habilitoval v oblasti trestního práva na Právnické fakultě Univerzity v Lublani, nejprve v roce 2003 a opět v roce 2009 byl zvolen mimořádným profesorem. V prosinci 1998 ho Státní shromáždění Republiky Slovinsko zvolilo soudcem Ústavního soudu Republiky Slovinsko. Po skončení mandátu ústavního soudce se vrátil na Nejvyšší prokuraturu, kde působil v trestním oddělení.
V roce 2011 byl jediným kandidátem na funkci generálního prokurátora. Opozice jeho kandidaturu označila za eticky spornou, neboť Fišer měl v roce 1977 vést trestní řízení proti třem osobám za postavení kříže. Sám Fišer se však již za toto jednání omluvil a označil ho sice za souladné s tehdejším právem a judikaturou, avšak chybné. Podle pravicové Slovinské demokratické strany měl Fišer jako prokurátor v osmdesátých letech porušovat lidská práva, což však byla zcela totožná argumentace jako v roce 1998 při Fišerově volbě do funkce ústavního soudce. Za Fišerovy odborné schopnosti se postavili bývalí generální prokurátor Anton Drobnič a Fišerovi kolegové z Ústavního soudu – Janez Čebulj a Lojze Ude. Pro Fišerovo zvolení hlasovalo 47 poslanců, 28 bylo proti.
Fišer je autorem 250 odborných monografií a článků. Podílel se na přípravě slovinského trestního zákoníku a návrhů reformy trestního řízení a trestního práva mladistvých.